# Jinshajiang-Brücke-Jin'an
Die Jinshajiang-Brücke-Jin'an (chinesisch 金安金沙江特大桥) führt die Autobahn Chengdu–Lijiang (G4216) bei Lijiang in der Provinz Yunnan, Volksrepublik China in einer Höhe von 461 m über den Jinsha Jiang, wie der Oberlauf des Jangtsekiang genannt wird. Sie gehört damit zu den höchsten Brücken der Welt.
Die zwischen 2016 und 2020 gebaute Brücke steht 1,4 km oberhalb der zwischen 2006 und 2010 gebauten Jinanqiao-Talsperre, die den Fluss um bis zu 126 m aufstaut. Wenn der Stausee bis zum Stauziel aufgestaut wird, liegt die Fahrbahn daher nur noch 335 m über dem Wasserspiegel.
Die 1673 m lange Hängebrücke  hat eine Spannweite von 1386 m. Damit gehört sie auch zu den längsten Hängebrücken der Welt.
Der 27 m breite Fahrbahnträger zwischen den Stahlbeton-Pylonen besteht aus einer stählernen Fachwerkkonstruktion mit einer Bauhöhe von 9,5 m. Außerhalb der Pylone schließen sich im Westen 41 m lange und im Osten 246 m lange Balkenbrücken an, die aus einem stählernen Rost mit einer Betonplatte bestehen, die von Betonpfeilern gestützt werden. Beide haben einen gebogenen Grundriss und schließen unmittelbar an die Tunnel in den Talhängen an. Die Tragseile außerhalb der Pylone haben deshalb keine Hänger. Sie sind oberhalb des Fahrbahnniveaus tief in den Felsen der Talhänge verankert.  